# 渭南北站
渭南北站（建设及规划阶段称新渭南站）位于中华人民共和国陕西省渭南市临渭区仓程路北段沙王渭河大桥南端西侧，是徐兰客运专线中段郑西客运专线和大西高速铁路上的一个高铁客运站，2010年2月6日随郑西客运专线开通并投入使用。渭南北站是中国大陆第一座高架火车站，站台整体是全球第三长的桥梁渭南渭河特大桥的一部分。

## 站名
渭南北站在建设期间和郑西客运专线的其他车站一样一直被称作“新渭南站”，铁路投入运行后除洛阳龙门站外，各个车站才统一按照地名加方位的方式进行了重新命名，渭南北站位于市区北部，故被命名为“渭南北站”。

## 车站结构

### 站房
渭南北站站房总面积4608平方米，按最高聚集人数500人设计，候车大厅与站房综合楼布置在车站的下层，站台位于上层，距离地面高度有7米，站台宽度8米，旅客通过自动扶梯与楼梯进出站台，车站采用高架桥桥墩支撑轨道梁、站台，候车大厅地面为减震结构，顶部、外墙等也采用了隔音设计，有效的减少了行车噪音。目前车站北侧正在为大西客运专线搭建新的站台，建成后两条铁路将并线设站。车站站前广场南临许村大街，东临杜化路，西临规划路，东西长520米，南北宽380米，总面积306亩，于2010年9月建成完工。广场的地下停车场可停车400辆，地上停车600辆，同时还有配套的商业、餐饮服务、文化、娱乐等设施。
2014年7月1日，渭南北站北站房随大西客运专线投入使用，渭南北站站房面积翻了一番。大西客运专线建成后，来往晋南运城、临汾等方向的前往郑州、武汉、长沙、广州、深圳、南京、上海等方向的客流可以在渭南北站进行换乘，渭南北站客流量有了进一步增长。

### 站场布置
| 侧式站台 | 侧式站台                              |
| -------- | ------------------------------------- |
| 4站台    | 大西客运专线 往大同南方向（大荔站）   |
| IV道     | 大西客运专线上行正线                  |
| III道    | 大西客运专线下行正线                  |
| 3站台    | 大西客运专线 往西安北方向（临潼东站） |
| 岛式站台 |                                       |
| 2站台    | 徐兰客运专线 往徐州东方向（华山北站） |
| II道     | 徐兰客运专线上行正线                  |
| I道      | 徐兰客运专线下行正线                  |
| 1站台    | 徐兰客运专线 往兰州西方向（临潼东站） |
| 侧式站台 |                                       |

## 配套设施

### 出租车
由于渭南北站在市区外围，出租车将乘客送到后在返程中难以拉上乘客，一路空车再跑回市区增加了运营成本，因此乘客在乘坐出租车时遭遇了拒载或司机不打表的现象时有发生，曾有乘客在40分钟内被18辆空车拒载。2014年9月，渭南市客运管理处协调相关部门，对渭南北站停车场进行了区域划分，在西停车场用隔离墩设置了出租汽车专用通道，安装了相应的指示牌，对出租车停放进行了规范管理，同时还安排客运稽查人员在停车场附近值班，依法打击取缔非法营运黑车，一定程度上规范出租汽车经营行为。

### 公交
目前渭南公交有四趟公交车通往北站，6路起点站原名“沙王大桥站”，在北站落成后更名为“渭南北站”，公交公司并根据道路以及客源情况，将车辆由开通初期的10辆增加至14辆。2012年开通316路公交车经过北站。2014年元旦又新增7路公交自渭南北站始发。2015年3月26日开通18路公交自渭南北站至临渭区党校。
- 6路，火车北站 - 客运中心站 - 三贤路 - 妇幼保健院 - 仓程路 - 金水路 - 西岳路 - 民主路 - 南塘 - 火车站。
- 7路，火车北站 - 体育中心 - 客运中心站 - 财局家属院 - 实验中学 - 公安临渭分局 - 省二监 - 胜利大街东口 - 龙源新村。
- 18路，火车北站 - 丰荫小学 - 三贤路 - 仓程路 - 中心广场 - 豪华影院 - 解放路十字 - 南塘口 - 临渭区党校。
- 316路，霍马村 - 火车北站 - 六泉路 - 仓程路十字 - 新立小区 - 火车站 - 陕铁院 - 青青家园 。